# ملاذ آمن (قانون)
ملاذ آمن (بالإنجليزية: safe harbor)‏ هو نص في اتفاق أو قانون أو لائحة توفر الحماية من المسؤولية عن العقوبة في ظروف محددة أو في حالة استيفاء شروط معينة. ويتضمن هذا المفهوم أيضاً الجمع بين فضائل المعايير الغامضة والقواعد الدقيقة، مما يسمح للهيئات التشريعية بأن تحدد بيقين النتائج المسبقة لحالات محددة، وأن تترك للقضاة البت في القضايا التي لا تزال قائمة.